# Most Suramadu
Most Suramadu (indonésky Jembatan Suramadu) je silniční zavěšený most v Indonésii. Vede přes Jávské moře a spojuje město Surabaja na Jávě s Bangkalanem na ostrově Madura. Měří 5 438 m a je druhým nejdelším mostem na jižní polokouli.
Návrh na vybudování mostu přes Madurský průliv se objevil již v šedesátých letech minulého století. Cílem projektu bylo poskytnout prostor k dalšímu růstu aglomerace Surabaji, která je druhá největší v Indonésii, i podpořit rozvoj madurské ekonomiky, doplácející na nízkou dostupnost ostrova. Od roku 1988 probíhaly projekční práce a podařilo se pro stavbu získat japonský kapitál, avšak plány zdržela asijská finanční krize. Stavba byla proto zahájena až v roce 2003 a most nakonec postavilo konsorcium indonéských firem Adhi Karya a Waskita Karya a čínských China Road and Bridge Corp. a China Harbor Engineering Co. Na stavbě pracovalo 3 500 osob a celkové náklady byly odhadnuty na 4,5 bilionu indonéských rupií, což podle tehdejšího kurzu odpovídalo 445 milionům amerických dolarů. Slavnostní otevření se konalo 10. června 2009 a zúčastnil se ho prezident Susilo Bambang Yudhoyono. Název Národní most Suramadu vznikl spojením prvních slabik slov Surabaja a Madura. Úspěch projektu vedl indonéskou vládu k vyhlášení záměru postavit další most přes Sundský průliv.
Stavba se skládá ze tří částí: estakáda, spojovací most a zavěšený střed. Střední část mostu je dlouhá 818 metrů, skládá se ze tří oblouků a je zdvižená, aby pod ní mohly proplouvat lodě. Maximální výška mostního oblouku nad vodní hladinou je 35 m a dva stožáry nesoucí konstrukci jsou vysoké 140 m. Šířka mostovky činí třicet metrů, v každém směru má most dva jízdní pruhy pro automobily, jeden pro motocyklisty a jeden vyhrazený pouze pro záchranářské vozy. Provoz dosahuje okolo 26 000 vozidel denně. Původně bylo na mostě vybíráno mýtné, od roku 2018 je průjezd zdarma. Životnost stavby se odhaduje na sto let.